# Jàbala (VI) ibn al-Àiham
Jàbala (VI) ibn al-Àyham (àrab: جبلة ابن الأيهم, Jabala ibn al-Ayham) fou el darrer rei de la dinastia àrab dels gassànides (632-638).
Era aliat de l'Imperi Romà d'Orient i va lluitar contra els musulmans. Les seves forces van patir dues derrotes, la primera a Dúmat al-Jàndal i la segona al Yarmuk (638). Després ja no torna a ser esmentat més que en les llegendes, unes que el fan un convers musulmà refractari i altres que el fan un cristià a Constantinoble, acostat a l'islam.